# Tika Sumpter
Euphemia Sumpter, dite Tika Sumpter, née le 20 juin 1980 à New York, est une actrice et productrice américaine. 
Elle débute et se fait remarquer dans le feuilleton télévisé On ne vit qu'une fois (2006-2011). Par la suite, elle décroche des rôles réguliers dans des séries comme Gossip Girl (2011), The Game (2011-2012) et The Haves and the Have Nots (2013-2020).   
Parallèlement, elle entame une carrière au cinéma et joue notamment dans des films comme [S]ex List (2011), Mise à l'épreuve (2014), Sparkle (2012) et First Date (2016), dans lequel elle signe une performance remarquée dans le rôle de Michelle Obama. Elle connaît un large succès avec le blockbuster Sonic, le film (2020). 
Entre 2019 et 2021, elle est l'héroïne de la deuxième série dérivée de Black-ish, Mixed-ish.

## Biographie

### Jeunesse et formation
Tika Sumpter est née à Hollis, dans le Queens. Fille de Janice Acquista/Curtis et Arthur Curtis Sumpter, son beau-père est Pat Acquista. Elle est issue d'une grande famille de chanteurs, elle a sept frères et sœurs.
Elle a étudié au Marymount Manhattan College où elle s'est spécialisée en communication qu'elle poursuivra au Studio Weist Barron, en intérim.

### Débuts de carrière
Elle entame une carrière de mannequin et apparaît dans diverses publicités, dont Hewlett-Packard et les parfums de Liz Claiborne. Elle tente aussi de percer dans le milieu de la musique, entre le hip-hop et le R'n'B, Tika Sumpter se fait connaître pour ses interprétations, avec le groupe qu'elle cofonde à ce moment-là : Twise (ou Tika avec ("with") Precise).
En 2004, elle devient coanimatrice de Best Friends Date, une production du réseau N network. L'année suivante, elle décroche le rôle de Layla Williamson dans le feuilleton télévisé américain On ne vit qu'une fois. Elle y joue dans plus de deux cent épisodes et profite de cette stabilité, pour décrocher des rôles mineurs au cinéma : le film d'action Salt popularisé par l'actrice Angelina Jolie, les comédies Sex List avec Anna Faris et Think Like a Man, qui marque sa première collaboration avec le réalisateur Tim Story. 
En 2008, elle décroche sa première citation pour une remise de prix lors des NAACP Image Awards. 

### Télévision et cinéma
En 2011, elle apparaît dans la série, Gossip Girl, Raina Thorpe, un personnage qui sème la discorde chez les principaux protagonistes du show, dans la quatrième saison. Elle joue ensuite dans la sitcom du réseau afro-américain BET, The Game et apparaît dans un clip vidéo du chanteur Jason Derulo.  
En 2012, elle est à l'affiche de la comédie musicale Sparkle, ce qui lui permet de donner de la voix et la réplique, aux côtés des chanteuses Whitney Houston et Jordin Sparks. 
En 2013, elle s'invite sur le plateau de Being Mary Jane portée par Gabrielle Union mais elle rejoint surtout, encouragée par Oprah Winfrey, la distribution de la série télévisée dramatique The Haves and the Have Nots, un soap opera, crée et produit par Tyler Perry avec qui l'actrice va tourner aussi quelques longs métrages. En effet, la même année, elle est le premier rôle féminin de la comédie A Madea Christmas, mais cette production est laminée par la critique. 
En 2014, elle est à l'affiche de trois longs métrages : d'abord la comédie d'action de Tim Story, Mise à l'épreuve dans laquelle elle donne la réplique à Kevin Hart et Ice Cube et qui rencontre un franc succès sur le territoire américain en décrochant la première place du box-office à sa sortie. Vient ensuite la comédie indépendante My Man Is a Loser avec John Stamos, passée inaperçue, et enfin, le drame biographique Get on Up de Tate Taylor consacré au chanteur James Brown.
En 2015, elle joue dans le téléfilm Bessie, portée par Queen Latifah, qui relate l’ascension de Bessie Smith.

### Passage au premier plan progressif
En 2016, elle incarne pour la seconde fois, Angela Payton dans Mise à l'épreuve 2, de Tim Story qui marche au box office. La même année, elle séduit la critique, dans un registre plus sérieux, lorsqu'elle incarne Michelle Obama dans le drame First Date, cette romance se concentrant sur la première rencontre du futur couple présidentiel. Le film, dont elle assure aussi le rôle de productrice, est présenté lors du Festival du film de Sundance 2016. Son interprétation lui vaut ses premières citations lors de cérémonies de remises de prix, comme pour le prix de la révélation de l'année par l'Indiana Film Journalists Association et pour le prix de la meilleure actrice lors des NAACP Image Awards.
En 2018 elle joue dans la comédie Nobody's Fool, dans lequel elle est la vedette aux côtés de Tiffany Haddish, sous la caméra de Tyler Perry ainsi qu'un second rôle, la même année, dans la comédie dramatique plus prestigieuse The Old Man and The Gun, attendue comme le dernier film en tant qu'acteur de Robert Redford. 
En 2020, elle rejoint l'adaptation live des aventures du célèbre personnage de jeu vidéo Sonic aux côtés de James Marsden,, dans le premier rôle féminin.
Parallèlement, la même année, elle reste fidèle au soap de Tyler Perry, The Haves and the Have Nots, qui en est alors à sa septième saison et elle rejoint la deuxième série dérivée de Black-ish, Mixed-ish. Il s'agit d'un préquel de la série mère, qui se déroule dans les années 1980, et dans lequel elle incarne la mère du personnage joué par Tracee Ellis Ross.

### Vie privée
Ses couleurs préférées sont le rose et le vert, son film favoris est Cendrillon. Elle a été vue dans une campagne de sensibilisation au Sida, avec le célèbre artiste hip-hop : Common. 
Elle donne naissance à une fille nommée Ella-Loren, le 8 octobre 2016. Le père de l'enfant est l'acteur Nicholas J. Muscarella avec qui elle a tourné dans la série télévisée The Haves and the Have Nots.

## Filmographie

### Cinéma

#### Longs métrages
- 2010 : Steppin' 2 (Stomp the Yard 2: Homecoming) de Rod Hardy : Nikki
- 2010 : Salt de Phillip Noyce : la réceptionniste
- 2011 : Sex List de Mark Mylod : Jamie
- 2011 : Whisper Me a Lullaby de Kit Vinsick : Emma
- 2012 : Think Like a Man de Tim Story : La copine de Dominic
- 2012 : Sparkle de Salim Akil : Dolores
- 2013 : A Madea Christmas de Tyler Perry : Lacey
- 2014 : Mise à l'épreuve de Tim Story : Angela Payton
- 2014 : My Man Is a Loser de Mike Young : Clarissa
- 2014 : Get on Up de Tate Taylor : Yvonne Fair
- 2016 : Mise à l'épreuve 2 de Tim Story : Angela Payton
- 2016 : First Date de Richard Tanne : Michelle Obama (également productrice)
- 2018 : The Old Man and The Gun de David Lowery : Maureen
- 2018 : Pas si folle (Nobody's Fool) de Tyler Perry : Danica
- 2019 : The Nomads de Brandon Eric Kamin : Cassey McNamara (postproduction, également productrice)
- 2020 : Sonic, le film (Sonic the Hedgehog) de Jeff Fowler : Maddie Wachowski
- 2022 : Sonic 2, le film (Sonic the Hedgehog 2) de Jeff Fowler : Maddie Wachowski
- 2024 : Sonic 3, le film (Sonic the Hedgehog 3) de Jeff Fowler : Maddie Wachowski

### Télévision

#### Téléfilm
- 2015 : Bessie de Dee Rees : Lucille

#### Séries télévisées
- 2006 : New York, unité spéciale : Vegas (saison 7, épisode 17)
- 2006 - 2011 : On ne vit qu'une fois : Layla Williamson (236 épisodes)
- 2011 : Gossip Girl : Raina Thorpe (11 épisodes)
- 2011 - 2012 : The Game : Jenna Rice (10 épisodes)
- 2013 : Being Mary Jane : Tonya (1 épisode)
- 2013 - 2020 : The Haves and the Have Nots : Candace Young (en cours)
- 2018 - 2019 : Final Space : Quinn (voix, 23 épisodes)
- 2019 - 2020 : Mixed-ish : Alicia Johnson (rôle principal)
- 2024 : Knuckles : Maddie Wachowski

### Clips vidéo
- 2011 : It girl de Jason Derulo
- 2012 : Celebrate de Whitney Houston et Jordin Sparks

## Distinctions
Sauf indication contraire ou complémentaire, les informations mentionnées dans cette section proviennent de la base de données IMDb.

### Récompenses
- Chicago Independent Film Critics Circle Awards 2017 : Meilleur film pour First Date

### Nominations
- NAACP Image Awards 2008 : meilleure actrice dans une série télévisée dramatique pour On ne vit qu'une fois
- Gotham Awards 2016 : Audience Award pour First Date
- Indiana Film Journalists Association 2016 : révélation de l'année pour First Date
- NAACP Image Awards 2017 : meilleure actrice pour First Date